# Морська піхота УНР
Морська піхота — підрозділ військово-морських сил УНР та Української держави для дії на суші. Морська піхота комплектувалася старшинами, підстаршинами і моряками, переважно вихідцями з Гуцульщини і Наддністрянщини, які служили в австро-угорському флоті на Адріатиці. Набір до його лав розпочався у Вінниці, а згодом у Коломиї. Частини морської піхоти УНР були представлені також двома Наддніпрянськими морськими піхотними полками і бронепотягом «Чорноморець». Видатними діячами були контрадмірал Михайло Білинський, полковник Гаврило Никогда.
Особовий склад Морського полку брав участь у Першому і Другому зимовому походах армії УНР.

## Початок шляху
За часів Російської імперії переважну більшість особового складу Чорноморського флоту (70—85 %) складали українці. У Севастополі переважна більшість населення була також українською. Документи перепису перед Кримською війною стверджують, що там мешкало 32 000 осіб, з них 24 000 українців, але становлення їхньої національної свідомості — початок XX століття. Почали поширюватися твори Т. Шевченка, Б. Грінченка, І. Котляревського, Г. Квітки-Основ'яненка, О. Стороженка та інші.
З 1900 року в Севастополі вже існував український гурток «Кобзар». Членами гуртка були викладачі гімназії, інженери, офіцери військово-морського флоту та інші цивільні. Під керівництвом молодого ентузіаста Григорія Заголо в місті діяв український аматорський хор «Рада» на Корабельній стороні. До його складу входило багато матросів Чорноморського флоту. Тоді на флоті служив режисер української драматичної трупи Микола Коновалов, який брав активну участь у громадському житті.
Національне питання гостро ставилось й під час революційних подій 1905 року. Керівниками повстань на панцерниках «Потьомкін», «Георгій Побідоносець», судні «Прут» та крейсері «Очаків» також були українці.

### Перша світова війна
Під час Першої світової війни в Чорноморському флоті Російської імперії були сформовані підрозділи морської піхоти, які призначалися для проведення десантної операції на Константинополь (Стамбул). Див. Плани російської десантної операції на Босфорі.
Багато для українського національного руху в Криму зробив Левко Мацієвич, конструктор-підводник, теоретик та практик військового літакобудування, який працював у Севастопольському військово-морському відомстві. У березні 1906 року українська патріотична інтелігенція створила міську просвітницьку організацію «Кобзар», керівником обрали капітана Левка Мацієвича. Він активно працює до 1908-го, потім їде в Петербург для організації військового літакобудування. Стає активним членом петербурзької української громади й матеріально допомагає севастопольській організації «Кобзар», яку очолив директор державної жіночої гімназії В'ячеслав Лищенко. Організація діяла в будинку на Великій Морській.
Лютнева революція 1917 року значно актуалізувала національно-визвольний рух українців на Чорноморському флоті. Провідником українського руху на півдні стала рада Української чорноморської громади. У квітні 1917 року майже на всіх кораблях Чорноморського флоту вже існували українські корабельні ради.
Головною базою Чорноморського флоту був Севастополь, а найближчими тиловими районами — узбережжя Таврійської і Херсонської губерній. Що ж стосується морської піхоти, то до флоту входили Севастопольська окрема десантна дивізія з Царгородським, Нахімовським, Корніловським і Істомінським полками, Балтська дивізія морської піхоти у гирлі Дунаю, берегової фортеці Севастополя, Очакова та інших морських міст. Після розпаду Російської імперії в Україні залишилися досить потужні сили морської піхоти. А саме: Балтійська морська дивізія, дислокована в гирлах Дунаю під командою контр-адмірала князя Трубецького та Спеціальна Десантна Дивізія в Севастополі.
Завдяки діяльності українських рад, скоординованих Чорноморським військовим комітетом, стихійно розпочався процес українізації Чорноморського флоту. Першою українською частиною на флоті став Севастопольський флотський півекіпаж на чолі з підполковником В. Савченко-Більським. Протягом травня — серпня 1917 року була проведена українізація особового складу підрозділів морської піхоти: Балтійської морської дивізії Дунайської флотилії та Спеціальної десантної дивізії (м. Севастополь).
Проте через пасивність та соціалістичні настрої Центральної Ради цей запал українців щодо українізації військових підрозділів Чорноморського флоту зійшов нанівець. Не підтримавши формування українських військових підрозділів протягом 1917 року, Центральна Рада, після жовтневого перевороту залишилась майже незахищеною перед збройною агресією більшовиків.
Але моряки-чорноморці проявили державницьку позицію. У жовтні 1917 року представники 3-го Всеукраїнського військового з'їзду вимагали прискорити українізацію Чорноморського флоту. З жовтня по листопад 1917 року національний прапор України підняли більше половини кораблів Чорноморського флоту.
А 6 листопада 1917 р. зібрався І Загальночорноморський з'їзд. На ньому було прийнято рішення про відправку до Києва для підтримки Центральної Ради відбув загону моряків у складі 700 осіб. Саме цей загін започаткував формування «Окремого морського куреня імені Петра Сагайдачного». Цей загін був першим, сформованим за часів національно-визвольних змагань (1917—1919 рр.), українським підрозділом морської піхоти. На жаль, через бездарну військову політику урядовців УНР, майже весь курінь героїчно загинув на вулицях Києва у боротьбі з більшовиками у січні 1918 року.
Ще одним, самоорганізованим загоном морської піхоти був «Курінь морської піхоти Армії УНР». Сформований, у грудні 1917 року, в Одесі з українізованих підрозділів Чорноморського флоту, цей загін брав участь у бойових діях проти більшовиків на початку 1918 року. У боях з більшовицькими заколотниками на вулицях Одеси, у складі куреня морської піхоти брав участь і Юрій Липа.
Офіційно морська піхота почала формуватися у березні 1918 р. Тоді, вигнавши, після Берестейського миру, більшовиків з України, Центральна Рада оголосила (відповідно до закону прийнятого 14 січня 1918 року) про створення військово-морського й транспортного флоту УНР на Чорному й Азовському морях. До складу Військового флоту УНР, окрім кораблів, входили морська піхота (корпус морської охорони узбережжя Чорного моря і три полки морської піхоти) й військово-морська авіація (20 гідропланів).
Наказом по морському відомству 27 березня 1918 року віце-адмірала Андрія Покровського призначають начальником охорони Південно-Західної частини Чорного моря з тимчасовим штабом в м. Одесі, а 24 квітня — головним командиром всіх портів Чорного і Азовського морів.
19 квітня 1918 р. (наказ по М. В. ч. 31.) начальником оборони побережжя Кримського півострова і командантом м. Севастополя призначено капітана II рангу Миколу Містникова з відповідним штатом. З їх приходом робота по українізації підрозділів морської піхоти Чорноморського флоту дещо активізується.
Проте, на жаль, протягом 1917 — на початку 1918 року, Центральній Раді та її уряду, через популізм, неорганізованість та непослідовність не вдалось використати національне піднесення та ентузіазм в багатьох військових частинах армії Російської імперії. Тому у кризовий момент Центральна Рада не змогла захистити себе, свій народ та державу від збройного нападу російських більшовиків. Як відомо, наслідки цього були надзвичайно трагічними — молода Українська Народна Республіка втратила свій суверенітет, чимало українських патріотів загинули у боях або були тисячами страчені ордами Муравйова та іншими більшовицькими загонами по всій Україні.

## На службі Українській Державі

Кокарда підстарший флоту Української Держави (липень 1918 p.)

Після проголошення Гетьманату, досить суттєво активізувалась робота по створенню Військово-морського флоту Української Держави. Протягом всього 1918 року уряд Гетьмана Скоропадського приділяв багато уваги побудові міцного боєздатного військового флоту .
Колишній бойовий генерал П. Скоропадський розумів важливість всіх роду військ у забезпеченні безпеки країни. Як «Верховний Воєвода Української Армії і Фльоти» він в перший же місяць свого перебування при владі звернув увагу на необхідність створення служби морської піхоти.
А. Покровським був складений проект дислокації частин сухопутної оборони північно-західного району Чорного моря . 23 травня 1918 року було видано наказ по Морському відомству «Про початок формування бригади морської піхоти у складі трьох полків для несення служби». На півдні України розпочалося формування Корпусу морської оборони узбережжя Чорного моря.
Завданням морських піхотинців було несення служби на узбережжі держави й у військово-морських фортецях, а також виконання десантних операцій. Система оборони узбережжя розподілялася на три відділи. Перший з них повинен був виконувати свої обов'язки на території від західного кордону Української Держави (Дністровського лиману) до Сичавки, 2-й охоплював район Очаків — Миколаїв—Станіслав (Білозерський район), 3-й — район Станіслав — Херсон — Перекоп. Крім основного призначення, ці полки морських піхотинців мали вартувати майно Морського відомства. На першому етапі створення бригади було перш за все розпочато формування трьох куренів морської піхоти у кожному з полків.

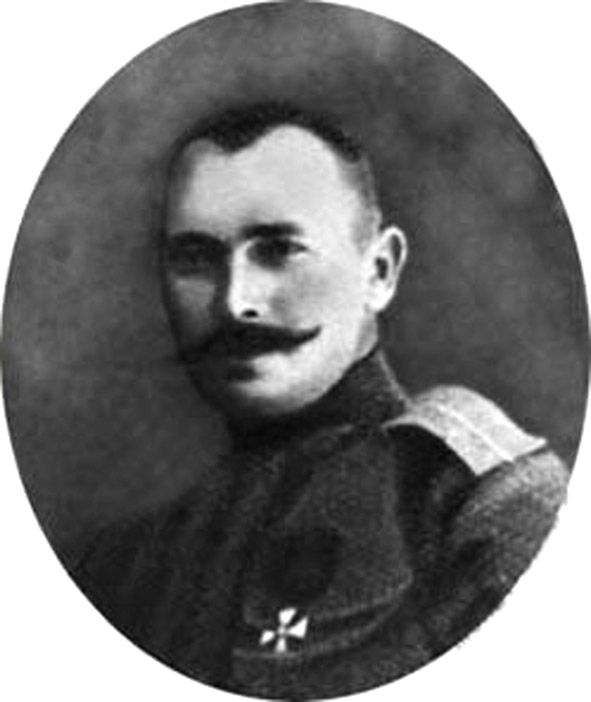
Перший командант полку морської піхоти підполковник Гаврило Никогда

Кадровий склад частин у повній кількості складався з трьох полків, кожен з яких налічував по три курені, а курінь містив у собі чотири чоти (сотні) морської піхоти й одну кулеметну команду. Керівництвом її справами займався відділ морської піхоти Головного морського штабу Морського міністерства. 25 травня тимчасовим виконувачем обов'язків начальника відділу призначили підполковника Гаврила Никогда. Комендантом (пізніше командиром) 1-го полку морської піхоти став військовий старшина Іларіон Ісаєвич. 24 жовтня 1918 року Гетьман підвищив І. Ісаєвича до звання полковника із затвердженням на посаді командира 1-го полку морської піхоти.
Усіма справами морської піхоти, які не входили до повноважень Морського Генерального штабу, відав відділ морської піхоти при Головному штабі Морського Міністерства. Від початку створення відділу ним завідував керівник збройних боївок при гетьманському перевороті 29 квітня 1918 року полковник Володислав Дашкевич-Горбацький, а з 21 липня 1918 року (згідно з наказом гетьмана по Морському відомству) на чолі відділу став полковник Ястржембський. Згодом відділ очолив підполковник Гаврило Никогда.
15 липня 1918 року згідно з наказом П.Скоропадського по Морському відомству для морської піхоти було встановлено однострій у вигляді форми, подібної до частин піхоти з додатком чорного канту навколо погонів і якоря на них — золотого для старшин і підстаршин, жовтого — для козаків. Невдовзі морські піхотинці, як і всі військово-морські сили Української Держави, отримали (згідно з гетьманським наказом по Морському відомству від 18 липня 1918 року) затверджений П.Скоропадським новий Військово-морський прапор.
1 серпня 1918 року було призначено старшинський склад усіх трьох полків морської піхоти, а також призначено персональний склад Управління суходільної оборони північно-західного району Чорного моря. Начальником суходільної оборони північно-західного району Чорного моря було призначено контр-адмірала Семена Фабрицького. Морські піхотинці, як і всі старшини і козаки, складали урочисту присягу на вірність Українській Державі (її текст було затверджено відповідним законом від 30 травня 1918 року).
31 серпня 1918 року Диспонально-таємний наказ по Морському відомству визначив повну дислокацію всіх частин оборони Чорного моря, узбережжя північно-західного району. Місцями розташування штабів полків морської піхоти призначалися: 1-го полку — м. Одеса, 2-го полку — м. Миколаїв, 3-го полку — м. Херсон. Одночасно було сформовано й три ескадрони морської кінноти, з яких перший окремий ескадрон перебував в Одесі, другий — в Очакові, третій — в Перекопі. Кожний відділ складався з 2-х артилерійських дільниць берегової оборони, полку морської піхоти, ескадрону морської кавалерії та різних допоміжних частин. Управління корпусу знаходилося в Одесі. Склад:
 Одеса :
- Управління Корпусу морської охорони,
- Штаб 1-го району морської охорони,
- Штаб 1-го полку морської піхоти,
- Штаб 1-го ескадрону морської кавалерії,
- Телеграфний і телефонний взводи морської піхоти.

(Всього бл. 300 осіб).
 Миколаїв :
- Штаб 2-го району морської охорони,
- 2-й батальйон 2-го полку морської піхоти,
- 2-й артилерійський батальйон,
- Телеграфний і телефонний взводи морської піхоти.

(Всього бл. 1200 осіб, 8 гармат).
 Очаків :
- 1-й батальйон другого полку морської піхоти,
- 1-й артилерійський батальйон,
- Штаб 2-го ескадрону морської кавалерії,
- Напіврота саперів і мотоциклетна команда

(Всього бл. 800 осіб, 12 гармат).
 Херсон :
- Штаб 3-го району морської охорони,
- Штаб 3-го полку морської піхоти.

 Перекоп :
- Штаб 3-го ескадрону морської кавалерії.

Як і в Одесі, у Миколаєві були розташовані два інженерні взводи (телеграфний і телефонний), а в Очакові — піврота саперів і мотоциклетна команда. ІІ-й відділ сухопутної оборони обслуговували радіостанції Миколаєва та Очакова. Активно почав формуватися особовий склад дивізій.
Однак проект, запроваджений адміралом А. Покровським, був втілений в життя лише частково. Вся берегова інфраструктура, озброєння та обладнання дісталися Україні в спадщину від російської армії. Проблема полягала у комплектуванні особовим складом названих частин сухопутної оборони узбережжя Чорного моря. В умовах німецької окупації країни були лише частково сформовані три полки морської піхоти неповного складу та деякі допоміжні підрозділи.
Проте, у грудні 1918 року відбулося антигетьманське повстання. Однак морські піхотинці, сформовані ним в Українській Державі, продовжили служити своїй Батьківщини вже під прапором Української Народної Республіки. Багато з них загинуло за свободу і незалежність своєї Вітчизни.

## Гуцульські полки морської піхоти Директорії

Старшина 1-го Гуцульського полку морської піхоти. Квітень 1919 р.

У грудні 1918 року Морським міністром в уряд Директорії було призначено контр-адмірала Михайла Білинського, який з перших днів приступив до практичної праці.
Зважаючи на те, що флоту в першу чергу необхідні молоді професійні кадри, М. Білинський наказом по морському відомству № 107 від 11 січня 1919 р. вводить в дію «Закон про гардемаринську школу» і організовує її роботу в Миколаєві (згодом в Кам'янець-Подільському).

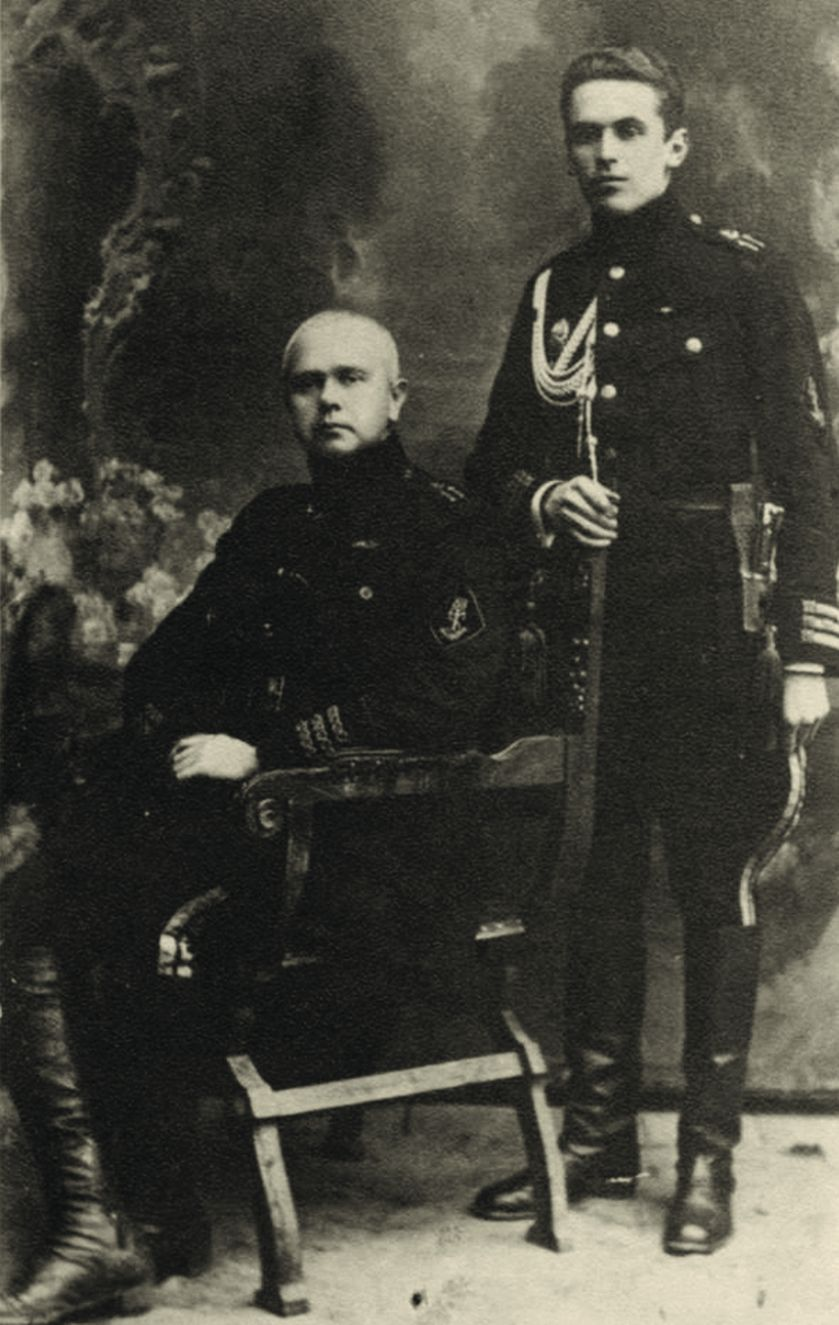
Морський міністр УНР М. І. Білинський і С. O. Шрамченко (у формі 1-го Гуцульского полку морської піхоти, 1919 р.)

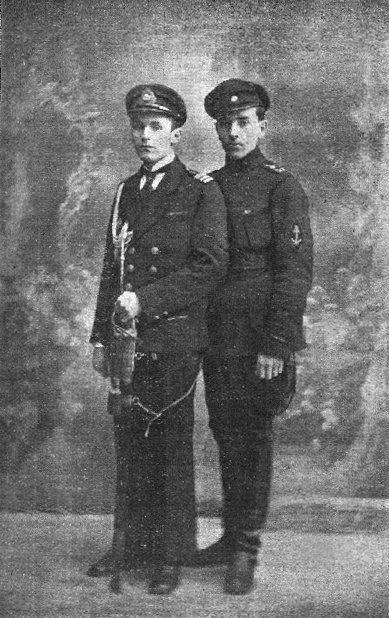
С. O. Шрамченко і Б. Гловацький, чиновник морської піхоти УДФ, 1919 р.

Саме з його ініціативи 25 січня 1919 року урядом Директорії було прийнято «Закон про флот», в якому було викладено основні положення існування флоту, регламентовано склад флоту, термін служби кораблів різних типів, йшлося про бойову підготовку, комплектування, театри можливих бойових дій флоту. Цей закон передбачав усі галузі організації діяльності Флоту УНР. В тому числі, він визначив роди сил флоту: корабельні з'єднання, повітряний флот (морську авіацію) та морську піхоту; встановив терміни служби кораблів різних типів і класів, систему бойової підготовки, театри плавання і зони відповідальності флоту. Морської піхоти передбачалось сформувати два корпуси і дивізію.
Звісно, М. Білинський, розпочав свою діяльність не з порожнього місця. У 1918 році він працював помічником начальника головної господарської морської управи морського міністерства Української Держави. За часів гетьмана П. Скоропадського було напрацьовано цілий ряд документів, проведена значна організаційна робота.
Проте вже 1 лютого 1919 року флот Антанти зайняв Херсон, 2 лютого — Миколаїв, остаточно відрізавши УНР від Чорного моря. А вже 3 лютого під натиском Червоної армії уряду С. Петлюри довелося залишити Київ. Окупація іноземними інтервентами чорноморського узбережжя заставила перенести штаб берегових військ з Миколаєва до Вінниці, де згідно з наказом Морського міністра від 3 лютого мало розпочатися формування 1-го полку морської піхоти флоту УНР. Проте війська більшовиків продовжували свій наступ на захід.
У цій складній військово-політичній ситуації М. Білинський, за погодженням з Військовим Секретаріатом ЗУНР, з 24 березня 1919 року, розпочинає в Коломиї практичне формування полку морської піхоти. Комплектування полку проводилося моряками, які проходили службу на Адріатичному флоті колишньої Австро-Угорщини. Проте їх було недостатньо. Контр-адмірали Михайло Білинський і Святослав Шрамченко звернулися за допомогою до галичан. Комплектувати морську піхоту було вирішено сплавниками лісу ріками Черемош і Прут з Карпат. Білинський особисто об'їхав райони Покуття і Гуцульщини. Було затверджено штат 1-го Гуцульського полку Морської піхоти та призначено його командиром сотника Володимира Гемпеля. Полк сформували у 20-х числах березня 1919 року вже в Бродах. В складі полку числилося 2374 особи, з них старшин — 63, лікарів — 5, урядовців — 9, козаків — 2297, коней — 415, з них верхових — 142, обозних — 273.
Згідно з наказом Морського міністерства № 5/5 від 1 січня 1919 року, першим командантом полку морської піхоти затвердили підполковника Гаврило Никогда.
Разом з офіцерами М. Злобіним, С. Шрамченком в квітні місяці міністр здійснив подорож зі Станіславова (Івано-Франківська), через Коломию, Заболотів, Косів в Жаб'є (Верховину), під час якої організували поповнення полку не лише людьми, а й припасами та матеріальними засобами. Незабаром «гуцульські моряки» становили більшість особового складу підрозділу.
Відповідно до закону «Про організацію Військово-Морських Сил на побережжі Чорного моря» від 9 квітня, територія між Миколаєвом, Очаковом і Херсоном у смузі 75 верст навколо них, була проголошена Приморським фронтом, а Морський міністр — його командувачем.
Наказом по морському відомству 16 квітня 1919 року було установлено форму одягу морським піхотинцям: для старшин чорний френч. Чорні штани-галіфе з золотими лампасами, а для підстаршин і моряків — з червоним кантом. Для підстаршин встановлювалися жовті відзнаки на лівому рукаві під жовтим якорем. Для старшин встановлювалися золоті нашивки на обох рукавах. Холодною зброєю морських піхотинців був багнет, але у більшості старшини і підстаршини, слідуючи усталеній морській традиції, використовували морський кортик.
Незважаючи на наступ більшовицьких військ, 9 квітня в Рівному був створений новий, «лівий» уряд Мартоса, який звернувся до народу з закликом продовжити подальше будівництво соціалістичної України та заявив про бажання співпрацювати з Радянської Росією. Такий поворот в політиці обурив соціалістів-самостійників і республіканців. Не погоджуючись із змінами в уряді та з новою політикою, 24 квітня 1919 року М. Білинський подав у відставку і, на його прохання, був призначений командиром створеної ним Дивізії Морської Піхоти.
Морським міністром став капітан 1 рангу Микола Злобін. Він, разом з Святославом Шрамченком, знову об'їхав райони водного транспортування лісу з Карпат: Коломию, Жаб‘є (Верховину), Кути, Косів, Снятин для формування нових загонів.
І Гуцульський полк морської піхоти після поповнення складу в Бродах одержав новий наказ переїхати до Тернополя. В той же час наказом по морському відомству ч. 25/165/90 від 9. V. 1919 р. усунено коменданта полку сотника Омеляна Гемпеля, а його місце наказом ч. 26/166/91 зайняв поручник Петро Сич. Полк мав одержати поповнення близько 2000 гуцулів, але через ускладнення військової ситуації в Західній Україні, це здійснити не вдалося та заставило змінити плани. 15 травня польський уряд направив проти армії ЗУНР сформовані у Франції для боротьби з більшовиками дивізії генерала Галлера. 24 травня 1919 року румунські війська захопили безборонні Чернівці, а 25-го форсували річку Черемош і окупували Снятин, Косів і Коломию. Призов до армії УНР в Прикарпатті був припинений.
Тим часом, у новоствореної дивізії морської піхоти виникли проблеми з обмундируванням і медичним забезпеченням. Їх, у значній мірі, вирішив колишній Головний лікар Австро-Угорського флоту, керівник медичної місії ЗУНР у Відні і начальник санітарної управи Української Галицької армії адмірал Ярослав Окуневський. Використовуючи свої старі зв'язки у Відні, у великій мірі і за власні кошти, він організував доставку на потреби армії УНР чотирьох ешелонів різних медикаментів і військово-медичного майна.
Крім того, Ярослав Окуневський асигнував коштами і надав значну організаційну допомогу військово-морському аташе УНР у Відні капітану 2 рангу В. Дашкевичу-Горбацькому в організації відправки з Адріатичних портів флоту Австро-Угорщини вихідців з Західної України для комплектування ними полків морської піхоти УНР та організації матеріальної допомоги боротьбі українців.
У липні 1919 року в Кам'янець-Подільському починається формування 2-го полку Морської піхоти, який очолив поручник Ілько Сич.
29 липня 1919 року Микола Злобін, як Морський міністр, провів інспекцію новоствореного 2 -го Гуцульського полку морської піхоти, своїм наказом увів його до складу дивізії Морської піхоти. Полк вирушив до місця перебування штабу Морської Піхоти.
З Коломиї 1-й Гуцульський полк морської піхоти для завершення формування був переведений в Броди, де отримав наказ для остаточного озброєння і технічного оснащення виступити до Рівного, пройти допідготовку, після чого вирушити на фронт. В Броди мало прибути поповнення для другого полку морської піхоти з двох тисяч гуцулів, які ще встигли мобілізувати на Покутті і в Гуцульщині.
Дещо пізніше в Бродах було сформовано 3-й полк морської піхоти.
У цей час Україна була фактично окупована більшовицькими, білогвардійськими військами та військами Антанти. З завершенням формування, перебуваючи у Бродах, Дивізія морської піхоти отримала наказ передислокуватися в Тернопіль. З Тернополя в червні місяці полк виступив на фронт під Волочиськ, який звільнив, разом з Запорізькою дивізією, від більшовицьких військ і далі продовжив наступ на схід.
Взявши Київ 30 серпня, Симона Петлюра втримати його не зміг і практично без бою віддав місто білогвардійцям. Тим часом, в уряді Симона Петлюри, зробивши ряд стратегічних помилок, з кожним тижнем зменшувався інтерес до флоту. А на початку осені 1919 року питання створення національного флоту стало вже нездійсненим. Рішенням уряду Міністерство морських справ УНР було ліквідовано і Микола Злобін наказом по Морському міністерству № 333 від 24 вересня 1919 року перетворив його на Головне управління Військово-Морського флоту загальновійськового міністерства, а з 20 березня 1920 року — в Головну Воєнно-Морську Управу, які послідовно сам й очолював.
Таким чином, від другої половини 1919 — до літа 1920 року до складу Військово-морських сил УНР входила лише морська піхота. Весь цей час дивізія морської піхоти була в авангарді військ УНР, брала участь у запеклих боях з червоною армією.
З 6 грудня 1919 року полки морської піхоти, у складі військової групи генерала Михайла Омеляновича-Павленка, розпочали героїчний Перший зимовий похід. Армію УНР було поділено на чотири збірні групи. Морські піхотинці увійшли до другої Київської збірної групи, до якої також входили 5-ї та 12-ї Селянські дивізії, частини Залізної дивізії та Корпус Січових Стрільців. Друга група дійшла до лінії Київ — Черкаси. При активній підтримці місцевого населення армія УНР звільнила Вінницю й Одесу, де відбулась спроба відродити український флот, залишки якого знаходилися в Одесі.
Та під ударами переважаючих сил противника, а більше від пошесті тифу, українській армії прийшлося знову відступити на територію Польщі. За словами учасника тих подій І. Мазепи «армія жодного разу не схилила національного прапора». Бойовим діям морських піхотинців на фронті надзвичайно високу оцінку дав й командувач генерал М. Омелянович — Павленко.
На території Польщі Морське відомство продовжувало виконувати свої функції і організовувало життєдіяльність української морської піхоти. У квітні 1920 року переформовані полки морської піхоти УНР взяли участь в спільному україно-польському визвольному поході і 7 травня звільнили Київ. Та звільнення Києва не принесло успіху у війні.
Тоді Симон Петлюра, відкинувши пропозицію Михайла Остроградського, багатьох інших військових фахівців та президента ЗУНР Євгена Петрушевича, що пропонували головний удар направити на Одесу, основним напрямком військових дій обрав Київ. Час показав, що втрата Одеси і флоту призвела до повної ізоляції УНР і унеможливила міжнародну допомогу, закупку і доставку морем припасів для українського війська.
На думку багатьох дослідників, Головний отаман військ УНР допустився стратегічної помилки. Французи і британці, союзники Польщі, не могли б більше ігнорувати Україною і це дало б можливість через одеський порт організувати міжнародну допомогу Україні, якої відчутно не вистачало. Також могла б змінитися й політика Антанти в цілому, переговори з якою в Яссах на той час вели уповноважені уряду УНР Кость Мацієвич та контр-адмірал Михайло Остроградський-Апостол.
В цей же час, після звільнення Києва, на Дніпрі почала формуватися Дніпровська воєнна флотилія та Дніпровський флотський півекіпаж, в дивізії морської піхоти з'явився бронепотяг «Чорноморець». В Камянець-Подільському генерал-хорунжим В. Савченко-Більським організовувалася Гардемаринська школа.
Проте армія УНР продовжувала потерпати від браку амуніції та боєприпасів. Тим часом, командування Червоної Армії, стягнувши з території Росії свої головні ударні сили, добилось перелому в бойових діях і восени перейшло в рішучий наступ. Українські моряки знову одними з перших зустріли окупантів. З моряків Дніпровської флотилії і флотського півекіпажу був сформований курінь морської піхоти, який з панцерником «Чорноморець» незмінно воював на фронті.

Рангові відзнаки української морської піхоти, 1920

Під стінами фортеці Замостя морська піхота УНР стала тією цементуючою силою, об яку розбилися атаки 1-ї Кінної армії С.Будьонного та військ М.Тухачевського.
Саме сили українського флоту, сконцентровані в дивізії морської піхоти контр-адмірала Михайла Білинського, витіснені радянськими військами на територію Польщі, немало спричинилися до оголошеного згодом поляками «чуда на Віслі».
Однак, укладене поляками перемир'я з Червоною Армією 9 листопада 1920 року, позбавило УНР не лише союзників, а і надій. Вимушені відступити на територію Польщі, морські піхотинці, разом з військом УНР, були інтерновані до польських таборів.
21 листопада 1920 року на берегах Збруча під Підволочиськом саме морський курінь, підтримуваний вогнем бронепотяга, забезпечив відхід українського війська і до останнього тримав бій з ворогами. «Чорноморець» із загоном морської піхоти останнім залишив землю Великої України та перейшов Збруч.

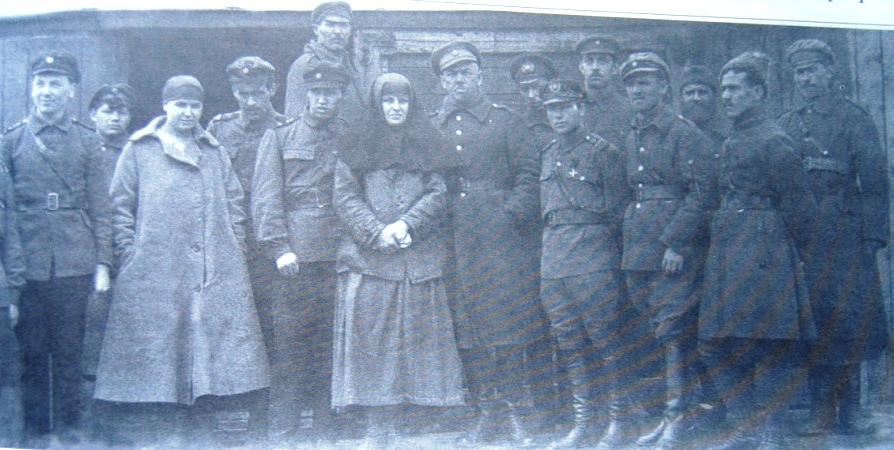
Група морської піхоти армії УНР, інтернованих в польських таборах, 1919—1920 рр.

Проте українські військовики не змирилися з поразкою, й готували новий визвольний похід. В цей час Україною вже ширився більшовицький терор. Захопивши українські землі, більшовицька влада під прикриттям багнетів встановила терор і жорстоке насильство над населенням. Над Україною вже дихав голод 1921 року, перший в її історії голодомор. Для придушення будь-якого руху опору українців в Україні було дислоковано війська Червоної Армії, які нараховували 1 млн. 200 тис. осіб. Українці в них становили лише 9 %. Червона Армія в Україні стала виразно окупаційною, чого В. Ленін в своїх телеграмах і не приховував.
25 жовтня 1921 року розпочинається Другий зимовий або «Льодовий» похід. Проте, не дійшовши 40 кілометрів до Києва, група військ Юрка Тютюнника в битві під Базаром 21 листопада 1921 року була розбита більшовиками, і змушена була повернути та пробиватися назад до польського кордону.
У бою під Базаром загинула й більша частина дивізії морських піхотинців на чолі зі своїм командиром — контр-адміралом Михайлом Білинським.

## Командування
Відділ морської піхоти при Головному штабі Морського Міністерства Української держави:
- до 21.07.1918: полковник Владислав Дашкевич-Горбацький
- 21.07.1918—1.01.1919: полковник Ястржембський
- з 1.01.1919: підполковник Гаврило Никогда